# Espérance conditionnelle
En théorie des probabilités, l'espérance conditionnelle d'une variable aléatoire réelle donne la valeur moyenne de cette variable quand un certain événement est réalisé. Selon les cas, c'est un nombre ou alors une nouvelle variable aléatoire.
L'espérance d'une variable aléatoire conditionnée par un événement  B est, intuitivement, la moyenne que l'on obtient si on renouvelle un grand nombre de fois l'expérience liée à la variable aléatoire et que l'on ne retient que les cas où l'événement B est réalisé. L'espérance de X conditionnée par B se note {\displaystyle \mathbb {E} [X|B]}. On rencontre ce type d'espérance conditionnelle, par exemple, dans le calcul de l'espérance de vie où l'espérance de vie à la naissance est différente de celle obtenue si on a déjà atteint l'âge de 60 ans.
Etant donné deux variables aléatoires, on peut définir l'espérance de X conditionnée par Y. Elle se note {\displaystyle \mathbb {E} [X|Y]} et c'est une nouvelle variable aléatoire. Dans le cas où Y est une variable aléatoire discrète, elle est définie comme égale à {\displaystyle \varphi (Y)} où  {\displaystyle \varphi } est la fonction presque partout définie par : {\displaystyle \varphi (y)=\mathbb {E} [X|\{Y=y\}]}. Cependant la démarche mise en œuvre dans le cas discret ne se généralise pas facilement dans le cas où la variable X est conditionnée par une variable aléatoire Y quelconque ou une sous-tribu {\displaystyle {\mathcal {G}}}. Il existe alors une définition plus formelle de la variable aléatoire {\displaystyle \mathbb {E} [X|Y]} ou {\displaystyle \mathbb {E} [X|{\mathcal {G}}]}.
L'espérance conditionnelle de X sachant Y est la fonction de Y donnant la meilleure approximation de X quand Y est connu. L’espérance conditionnelle est un concept important en probabilités, notamment utilisé dans des domaines tels l'étude des martingales et du calcul stochastique.

## Exemple

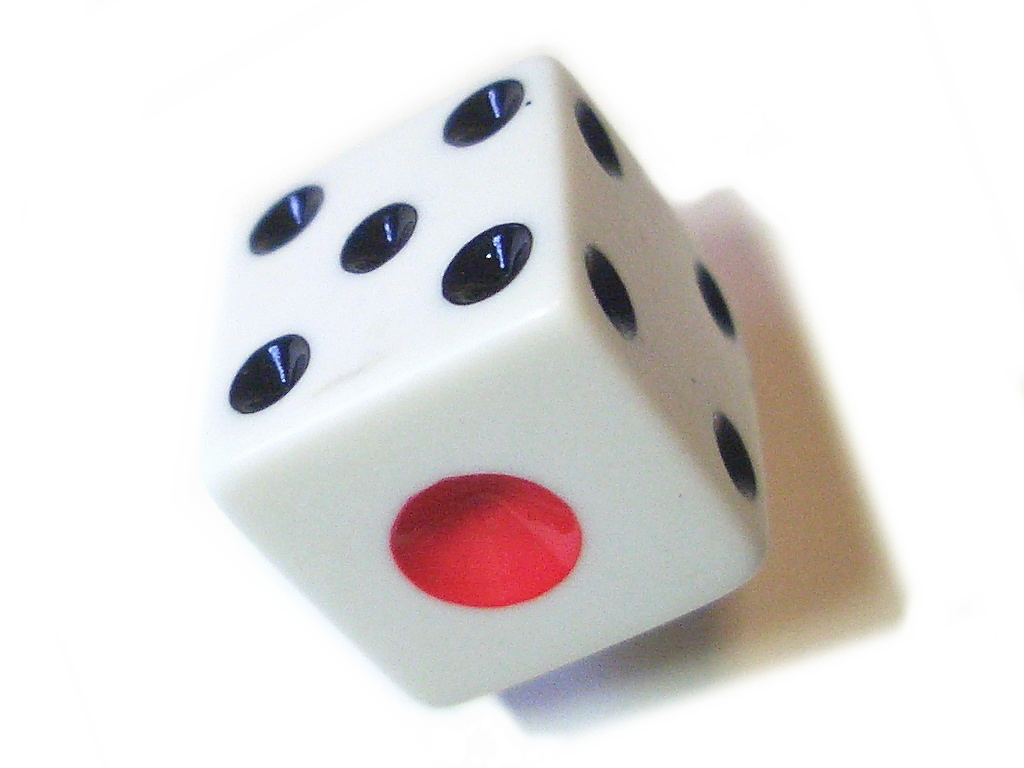
Un dé à six faces.

On considère le lancer d'un dé équilibré à six faces. On considère la variable aléatoire que l'on note X qui vaut 1 quand le résultat du lancer est pair (autrement dit le dé affiche 2, 4 ou 6), et 0 sinon. On considère aussi la variable Y qui vaut 1 quand le résultat est premier (autrement dit le dé affiche 2, 3 ou 5). Le tableau suivant reporte les valeurs de X et Y.
| résultat du lancer | 1 | 2 | 3 | 4 | 5 | 6 |
| ------------------ | - | - | - | - | - | - |
| X                  | 0 | 1 | 0 | 1 | 0 | 1 |
| Y                  | 0 | 1 | 1 | 0 | 1 | 0 |

L'espérance (non conditionnelle) de X vaut {\displaystyle \mathbb {E} [X]=(0+1+0+1+0+1)/6=1/2}. Par contre :
- L'espérance de X conditionnée à l'événement Y = 1 vaut {\displaystyle \mathbb {E} [X\mid Y=1]=(1+0+0)/3=1/3}.
- L'espérance de X conditionnée à l'événement Y = 0 vaut {\displaystyle \mathbb {E} [X\mid Y=0]=(0+1+1)/3=2/3}.
- L'espérance de Y conditionnée à l'événement X = 1 vaut {\displaystyle \mathbb {E} [Y\mid X=1]=(1+0+0)/3=1/3}.
- L'espérance de Y conditionnée à l'événement X = 0 vaut {\displaystyle \mathbb {E} [Y\mid X=0]=(0+1+1)/3=2/3}.

## Espérance conditionnée par un événement
Soit B un événement de probabilité non nulle, on définit la probabilité conditionnelle {\displaystyle \mathbb {P} (.|B)} ou {\displaystyle \mathbb {P} _{B}} comme suit. Pour tout événement A : 
{\displaystyle \mathbb {P} (A|B)={\frac {\mathbb {P} (A\cap B)}{\mathbb {P} (B)}}.}
Si X est une variable aléatoire discrète d'espérance finie, on définit l'espérance de X sachant B, notée {\displaystyle \mathbb {E} [X|B]}, par :
{\displaystyle \mathbb {E} [X|B]=\sum _{x_{i}}x_{i}\mathbb {P} _{B}(X=x_{i})={\frac {1}{\mathbb {P} (B)}}\sum _{x_{i}}x_{i}\mathbb {P} (\{X=x_{i}\}\cap B).}
Si X est une variable aléatoire continue, d'espérance finie et de densité f, l'espérance de X sachant B est définie par 
{\displaystyle \mathbb {E} [X|B]={\frac {1}{\mathbb {P} (B)}}\int _{X(B)}xf(x)dx.}
De manière plus générale, si X est une variable aléatoire possédant une espérance, l’espérance de X conditionnée par B est
{\displaystyle \mathbb {E} [X|B]={\frac {1}{\mathbb {P} (B)}}\int _{B}Xd\mathbb {P} ={\frac {1}{\mathbb {P} (B)}}\mathbb {E} [X.1_{B}],}
où {\displaystyle 1_{B}} est la fonction indicatrice de B qui est nulle sauf sur B où elle est constamment égale à 1.
Comme il existe une formule des probabilités totales, il existe une formule des espérances totales qui s'exprime ainsi: si (Bi ) est une partition de l'univers formée d'événements de probabilité non nulle, alors :
{\displaystyle E[X]=\sum _{i}\mathbb {P} (B_{i})\mathbb {E} [X|B_{i}].}

## Espérance conditionnée par une variable

### Cas discret
Soit X une variable aléatoire réelle dont l'espérance est définie et Y une variable aléatoire discrète, pour tout yi tel que l'événement {Y = yi} soit de probabilité non nulle, on peut définir 
{\displaystyle \mathbb {E} [X|Y=y_{i}]={\frac {1}{\mathbb {P} (Y=y_{i})}}\mathbb {E} [X.1_{\{Y=y_{i}\}}]}
On définit ainsi, presque partout, une fonction {\displaystyle \varphi } dite de régressiondéfinie par {\displaystyle \varphi (y)=\mathbb {E} [X|Y=y]}. On définit aussi une variable aléatoire {\displaystyle \varphi (Y)} appelée espérance de X conditionnée par Y et notée {\displaystyle \mathbb {E} [X|Y]}.
La formule d'espérance totale s'écrit alors:
{\displaystyle \mathbb {E} [X]=\sum _{i}\varphi (y_{i})\mathbb {P} (Y=y_{i})=\mathbb {E} [\varphi (Y)]=\mathbb {E} [\mathbb {E} [X|Y]]}
L'intérêt de cette formule réside dans le fait qu'il n'est plus nécessaire de connaître la loi de X pour calculer son espérance et que les lois de X conditionnées par Y suffisent. La formule d'espérance totale se généralise à tout produit de X par une fonction de Y. Pour toute variable aléatoire f(Y), de la propriété {\displaystyle \mathbb {E} [Xf(Y)|Y]=f(Y)\mathbb {E} [X|Y]}, on peut déduire, en posant {\displaystyle Z=\mathbb {E} [X|Y]}, les égalités:
{\displaystyle \mathbb {E} [Xf(Y)]=E[Zf(Y)]}
et 
{\displaystyle \mathbb {E} [X1_{A}]=E[Z1_{A}]}
pour tout A de la tribu σ(Y).
Ce sont ces dernières propriétés qui inspirent la définition caractéristique de l'espérance de X conditionnée par une variable aléatoire ou une tribu dans le cas général. 

### Cas absolument continu
Si X et Y sont deux variables aléatoires absolument continues de densité conjointe fX,Y et de densités marginales fX et fY, on peut définir la densité conditionnelle de X conditionnée par {Y=y}, fX/Y(.,y) pour tout y tel que fY(y) est non nul, par :
{\displaystyle f_{X|Y}(x,y)={\frac {f_{X,Y}(x,y)}{f_{Y}(y)}}.}
Dans le cas où  fY(y) est nul, on peut prendre une densité arbitraire pour fX/Y(.,y).
On appelle espérance conditionnelle de X sachant {Y=y} la valeur :
{\displaystyle \mathbb {E} [X|Y=y]=\int _{\mathbb {R} }xf_{X|Y}(x,y)\mathrm {d} x=\varphi (y).}
On appelle espérance de X conditionnée par Y la variable aléatoire {\displaystyle \varphi (Y)}.
Il existe de même une formule de l'espérance totale (ou théorème de l'espérance mathématique conditionnelle) :
{\displaystyle \mathbb {E} [X]=\mathbb {E} [\mathbb {E} [X|Y]].}

## Définition générale

### Cas d'une variable à valeurs réelles ou complexe
On se place dans le cas général d'un espace de probabilité {\displaystyle \ (\Omega ,{\mathcal {F}},\mathbb {P} )} où {\displaystyle \Omega } est l'univers, {\displaystyle {\mathcal {F}}} est une tribu et {\displaystyle \mathbb {P} } est une mesure de probabilité. Soit {\displaystyle \ {\mathcal {G}}\subset {\mathcal {F}},\ } une sous-tribu, et soit X une variable aléatoire intégrable. Alors il existe une variable aléatoire  Z ,  {\displaystyle \ {\mathcal {G}}}-mesurable et intégrable,  telle que, pour toute variable aléatoire U bornée et {\displaystyle \ {\mathcal {G}}}-mesurable,
On note alors
et on appelle espérance de X conditionnellement à {\displaystyle {\mathcal {G}}}, ou X sachant {\displaystyle {\mathcal {G}}}, cette variable aléatoire (ce n'est pas un réel). Cette notation est bien définie car si une autre variable aléatoire Y satisfait aussi cette propriété, alors Y = Z presque sûrement.
Cas particuliers: 
Cette définition inclut plusieurs définitions données de manières plus immédiates.
- On peut définir la probabilité conditionnelle d'un événement A par :

Il s'agit d'une variable aléatoire et non d'un réel.
- On peut également définir l'espérance conditionnellement à une variable aléatoire, par le biais de la tribu engendrée par cette variable aléatoire :

Dans ce cas, il existe une fonction mesurable {\displaystyle \varphi :\mathbb {R} \to \mathbb {R} } telle que, presque sûrement,
- Si A est un événement, par analogie avec la relation {\displaystyle \mathbb {P} (A)=\mathbb {E} (1_{A}),} on définit la probabilité conditionnelle de A  à l'aide de la relation :

Il s'agit d'une variable aléatoire et non d'un réel.

### Cas d'une variable à valeurs dans un espace de Banach
Soit
- {\displaystyle (\Omega ,{\mathcal {A}},P)} un espace probabilisé
- {\displaystyle (E,\|\cdot \|_{E})} un espace de Banach
- {\displaystyle X:\Omega \to E} une variable aléatoire Bochner-intégrable
- {\displaystyle {\mathcal {H}}\subseteq {\mathcal {A}}} une sous-tribu

Espérance conditionnelle de {\displaystyle X} étant donné {\displaystyle {\mathcal {H}}} est l'unique (sauf {\displaystyle P}-ensemble négligeable) et intégrable {\displaystyle {\mathcal {H}}}-mesurable variable aléatoire mesurable {\displaystyle \mathbb {E} (X\mid {\mathcal {H}})} avec valeur sur {\displaystyle E}, tel que
{\displaystyle \int _{H}\mathbb {E} (X\mid {\mathcal {H}})\,\mathrm {d} P=\int _{H}X\,\mathrm {d} P}
pour tous {\displaystyle H\in {\mathcal {H}}},.
Dans ce cadre, l'espérance conditionnelle est parfois également notée {\displaystyle \mathbb {E} ^{\mathcal {H}}X}.

## Interprétation

Espérance conditionnelle suivant plusieurs sous σ-algèbres: dans cet exemple l'espace de probabilité est l'intervalle [0,1] avec la mesure de Lebesgue. On définit les σ-algèbres suivantes : ; la σ-algèbre générée par la subdivision 0, ¼, ½, ¾, 1; et la σ-algèbre générée par la subdivision 0, ½, 1. Ici l'espérance conditionnelle est effectivement la moyenne sur la plus fine partition de la σ-algèbre.

On peut, dans le cas des variables aléatoires de carré intégrable, interpréter l'espérance conditionnelle d'une variable aléatoire X comme la projection orthogonale de X sur l'espace vectoriel des variables aléatoires {\displaystyle \ {\mathcal {G}}\ }-mesurables, et, partant de là, comme la meilleure approximation qu'on puisse donner de la variable X à l'aide d'une variable aléatoire {\displaystyle \ {\mathcal {G}}\ }-mesurable. En effet, l'espérance conditionnelle possède la propriété suivante : pour toute variable aléatoire Y intégrable {\displaystyle \ {\mathcal {G}}\ }-mesurable,
C'est-à-dire que, parmi les variables aléatoires Y  intégrables {\displaystyle \ {\mathcal {G}}\,}-mesurables, la plus proche de X (pour la distance induite par le produit scalaire {\displaystyle \ (X,Y)\mapsto \mathbb {E} \left[X\,Y\right]\ }) est {\displaystyle \ Y_{0}=\mathbb {E} \left[X|{\mathcal {G}}\right].\ }
Pour ce qui est des applications, l'espérance conditionnelle pourra alors s'interpréter, par exemple, comme la meilleure prévision possible de la variable aléatoire X, en fonction de l'information disponible à un moment donné, information encodée par la tribu  {\displaystyle \ {\mathcal {G}},\ }  ou encore comme la meilleure reconstruction du signal original X, après émission, en fonction de la déformation bruitée obtenue à la réception.
Il s'agit en ce sens de l'idée que l'on peut se faire du processus {\displaystyle X} grâce à l'information {\displaystyle {\mathcal {G}}}, non par opposition au cas où l'on ne saurait rien de ce processus (information nulle), mais par rapport au cas où l'on connaitrait parfaitement ce dernier (information infinie). Une information conditionnelle correspond donc bel et bien à une perte d'information !

## Propriétés
L’espérance conditionnelle possède les propriétés suivantes
- L’espérance conditionnelle est linéaire :

- Son espérance vaut :

- Itération : si {\displaystyle \ {\mathcal {H}}\subset {\mathcal {G}},}

- Monotonie : Si {\displaystyle \ X\leq Y,} alors

- Convergence monotone : si {\displaystyle \ X_{n}\geq 0\ } est une suite croissante de variables aléatoires réelles qui converge presque sûrement vers X, alors

Plus généralement, le théorème de convergence dominée et le lemme de Fatou s'appliquent naturellement aux espérances conditionnelles.
- Indépendance: si X est indépendant de {\displaystyle \ {\mathcal {G}},} alors

- Si Z est {\displaystyle \ {\mathcal {G}}\,}-mesurable, alors

- Si X est {\displaystyle \ {\mathcal {G}}\,}-mesurable, alors

- Inégalité de Jensen : si {\displaystyle \ \varphi \ } est une fonction convexe et {\displaystyle \ \varphi (X)\ } est intégrable, alors